# Voo corujão
Na aviação comercial, um voo corujão é um voo programado para partir à noite e chegar na manhã seguinte. No Brasil, o nome originou-se por causa de sessão de filmes noturna "Corujão", criada pela Rede Globo em 1972. 

## Vantagens
Os voos corujão oferecem inúmeras vantagens para os passageiros. Por exemplo, os passageiros não precisam se locomover no horário de pico para chegar ao aeroporto na ida ou ao entrar na cidade na chegada. Esses voos também são bons para passageiros que desejam viajar para uma cidade e retornar no mesmo dia. Eles podem economizar o dinheiro que gastariam para uma noite em um hotel, pegando o voo noturno para retornar. Além disso, os voos corujão permitem que os passageiros passem um dia inteiro na origem e no destino, dando-lhes tempo para concluir quaisquer tarefas importantes na origem antes de sair à noite. Por esse motivo, os voos corujão são populares entre os viajantes de negócios que se beneficiam mais ao voar à noite do que durante o dia. 

## Disponibilidade histórica
Nas décadas de 1930 e 1940, os voos corujão não eram possíveis, pois a maioria dos aeroportos não possuía o equipamento necessário para trabalhar à noite. Ainda existem aeroportos que não funcionam após determinadas horas ou têm toque de recolher por motivos de ruído, limitando o número de aeroportos dos quais os voos corujão podem sair. 

## Exemplos
Uma definição de um voo corujão é uma viagem muito curta para permitir uma noite de sono completa. Um exemplo seria os voos de Los Angeles para Nova York - cerca de seis horas de voo - que partem entre 22h00 e 01h00 e chegam entre 05h00 e 07h00. 

### Brasil
No Brasil, a  LATAM, a Azul e a Gol oferecem voos corujão, com mais de 50 rotas diferentes em todo o país, todos partindo entre 22:00 e 06:00. Geralmente esses voos partem de Brasília, Belo Horizonte, Campinas, Rio de Janeiro, Salvador ou São Paulo e partem para Manaus, Belém, Porto Velho, Nordeste do Brasil, América do Norte, Argentina e Europa.

### Ásia
- A Japan Airlines costumava operar voos corujão de Hong Kong para Tóquio-Haneda, mas mudaram para voos diurnos. A Cathay Pacific ainda opera voos para Tóquio-Narita e Osaka, enquanto a All Nippon Airways opera voos corujão de Hong Kong para Tóquio-Haneda diariamente.
- A Asiana, a Korean Air e a Cathay Pacific operam voos corujão de Hong Kong para Seul. AAsiana e a Dragonair operam voos para Busan. A Cathay Pacific costumava fazer um corujão de Seul para Hong Kong, mas agora o voo está suspenso e a companhia aérea opera apenas voos diurnos e noturnos de Seul para Hong Kong.
- A Cathay Pacific opera muitos voos corujão fora de Tóquio e Seul. Isso inclui voos entre Hong Kong e cidades da Austrália e da Nova Zelândia em ambas as direções, bem como entre Hong Kong e Singapura. Os voos corujão da Cathay Pacific apenas na direção de Hong Kong incluem os de Bangkok. Os voos corujão da Cathay Pacific partindo de Hong Kong incluem aqueles para Seul e partes do Japão. O voo de Vancouver para Nova York (JFK) operado pela Cathay Pacific também é um serviço de madrugada.
- Os voos que partem da Índia e do sudoeste da Ásia por volta da meia-noite chegam cedo a Bangkok, Hong Kong, Kuala Lumpur e Singapura .
- A Philippine Airlines também opera voos noturnos da Coréia e do Japão de volta para Manila, que também têm voos noturnos regulares de Manila para Singapura e Kuala Lumpur.
- Muitos voos do sudeste da Ásia para o Japão, Coréia e China partem à noite ou por volta da meia-noite e aterrissam nos destinos no início da manhã. Também existem voos que partem do Japão, Coréia ou China por volta da meia-noite e chegam ao sudeste da Ásia no início da manhã.
- As companhias aéreas indonésias operam voos noturnos de olhos vermelhos de Jacarta para a província de Papua. Com um tempo de voo de quatro a cinco horas e uma diferença horária de duas horas, a maioria dos voos parte pouco antes da meia-noite e chega por volta das 6h. A Garuda Indonesia também opera voos diários da noite para o leste da Ásia, Tóquio, Seul e Pequim, saindo de Jacarta à meia-noite e chegando por volta das 6h da manhã seguinte. A Garuda Indonesia aplica uma programação diária semelhante de voo noturno para suas rotas com destino à Austrália, partindo de Jacarta e Denpasar pouco antes da meia-noite e chegando a Sydney e Melbourne por volta das 9h da manhã seguinte.
- A Pakistan International Airlines realiza corujões para Lahore, no Paquistão, a partir de Jeddah, na Arábia Saudita.
- A Turkish Airlines realiza corujões para Istambul, Turquia, a partir de Malé, Maldivas
- A Singapore Airlines também realiza corujões para Singapura de Malé, Maldivas

### Austrália
A maioria dos voos transcontinentais é operada durante o dia, mas a partir de 2010, voos corujão operam de Perth para Sydney, Brisbane, Cairns, Camberra e Melbourne, e de Darwin para Sydney, Brisbane e Melbourne. Voos de madrugada operavam anteriormente da Austrália para a Nova Zelândia e Fiji. 
Os corujões para a Austrália operam em vários locais no sudeste da Ásia e na América do Norte, como os voos da Scoot de Singapura para Gold Coast, Sydney e Melbourne. A Jetstar oferece voos entre Melbourne e Wellington, saindo da Austrália às 01:00 e chegando na Nova Zelândia às 06:00. 
Outro exemplo seriam os voos da Qantas de Los Angeles para Brisbane, Sydney e Melbourne e voos do Aeroporto Internacional de Dallas / Fort Worth para Sydney, geralmente saindo das 22h às 23h e chegando das 5h às 8h. Embora eles voem durante a noite - devido as grandes diferenças de fuso horário - as rotas levam cerca de 15 horas (dando mais tempo para dormir) e os voos para o oeste se estende pela duração local do dia e da noite. Além disso, dado que os voos cruzam a Linha Internacional de Data, os passageiros chegam aproximadamente 2 dias depois no horário local   

### Europa
Os voos corujão para a Europa já foram destinados exclusivamente às chegadas matinais de voos transatlânticos da costa leste dos EUA à Europa Ocidental. Esse trajeto agora compreende a mais movimentada das rotas aéreas de longo curso. O primeiro desses voos, a partir dos destinos mais movimentados de Nova York e Washington DC, chegará aos principais aeroportos europeus em Londres-Heathrow, Frankfurt e Amsterdã antes das 6h (horário local) (e quando ainda estiver sujeito a restrições caras de voos noturnos); e, consequentemente, em números crescentes, de e para uma ampla variedade de destinos estado-unidenses e europeus. 
Viajando da Europa, estão programados voos corujão saindo de Madri, Barcelona, Paris e Frankfurt. O tempo de voo é de três a cinco horas, com partida típica por volta da meia-noite e chegada ao amanhecer no dia seguinte. A maioria das companhias aéreas do Oriente Médio e Ásia opera serviços de corujão dos principais destinos da Europa Ocidental. Um exemplo é em Londres-Heathrow, onde as últimas partidas - saindo entre 22h30 e 23h00 - são serviços de média distância para leste, para destinos como Moscou e Tel Aviv. 

### Rússia
As companhias aéreas russas operam de maneira semelhante às linhas aéreas americanas conectando Moscou a Yakutsk, Irkutsk e Vladivostok. Eles duram de cinco a oito horas, mas devido à latitude norte, os vôos podem cruzar até oito fusos horários durante esse intervalo, aumentando drasticamente a diferença de horário. Os voos partem de Moscou por volta das 18h e chegam às cidades do leste por volta das 6h do dia seguinte. Um dos exemplos atuais de voo corujão é o Aeroflot SU783 de Moscou para Magadan, com partida às 11:05 horas, horário de Moscou e chegada às 2:00 do dia seguinte (horário de Vladivostok ) no dia seguinte, com um tempo de voo de cerca de oito horas. 

### África do Sul
Muitos voos de média e longa distância de e para a África do Sul e Europa, outros destinos africanos e o Oriente Médio fazem uso de voos corujão e das vantagens longitudinais (fusos horários similares) para que os passageiros possam chegar aos seus destinos de manhã cedo e beneficiar de alterações mínimas de fuso horário devido à posição geográfica da África do Sul. Isso torna uma maneira eficiente e conveniente de viajar entre cada área. 

### Estados Unidos e Canadá
Os voos corujão conectam frequentemente as cidades da costa oeste às cidades da costa leste. Normalmente, eles partem da costa oeste entre 22h e 01h, têm um tempo de voo de três a seis horas, mas ganham entre duas e quatro horas devido à diferença horária, chegando à costa leste entre as 5h e as 7h. A American Airlines, a United Airlines, a Delta Airlines, a Alaska Airlines e outras companhias aéreas dos EUA operam voos corujão que partem da costa oeste à noite, como Los Angeles, São Francisco, Seattle, etc. que chegam a Boston, Nova York JFK, Newark, Washington, etc. de manhã. Os voos corujão também conectam o Havaí e o Alasca às cidades da costa oeste. Além disso, os voos de Tóquio a Honolulu são considerados voos corujão, pois geralmente são voos noturnos que duram cerca de seis horas. 

## Voos corujão na cultura pop
Filmes que envolvem voos corujão incluem Airport 1975 (1974), Airplane! (1980), The Langoliers (minissérie) (1995), Red Eye (2005), Serpentes a Bordo (2006), Flightplan (2005), Turbulência (1997) e Non-Stop (2014). 